# Gesetzblatt der Deutschen Demokratischen Republik
Das Gesetzblatt der Deutschen Demokratischen Republik war das öffentliche Verkündungsblatt der Deutschen Demokratischen Republik. Kein Gesetz war gültig, wenn es nicht im Gesetzblatt verkündet worden war (Art. 85 Verfassung der DDR vom 7. Oktober 1949 und Art. 65 Verfassung der DDR vom 6. April 1968). Dann war im Rahmen des Rechtsstaatsprinzips auch eine rückwirkende Geltung durchaus möglich.
Das Blatt wurde vom Büro des Ministerrats der DDR herausgegeben und durch den Staatsverlag der Deutschen Demokratischen Republik vertrieben. Das Gesetzblatt wurde in Berlin ausgegeben.

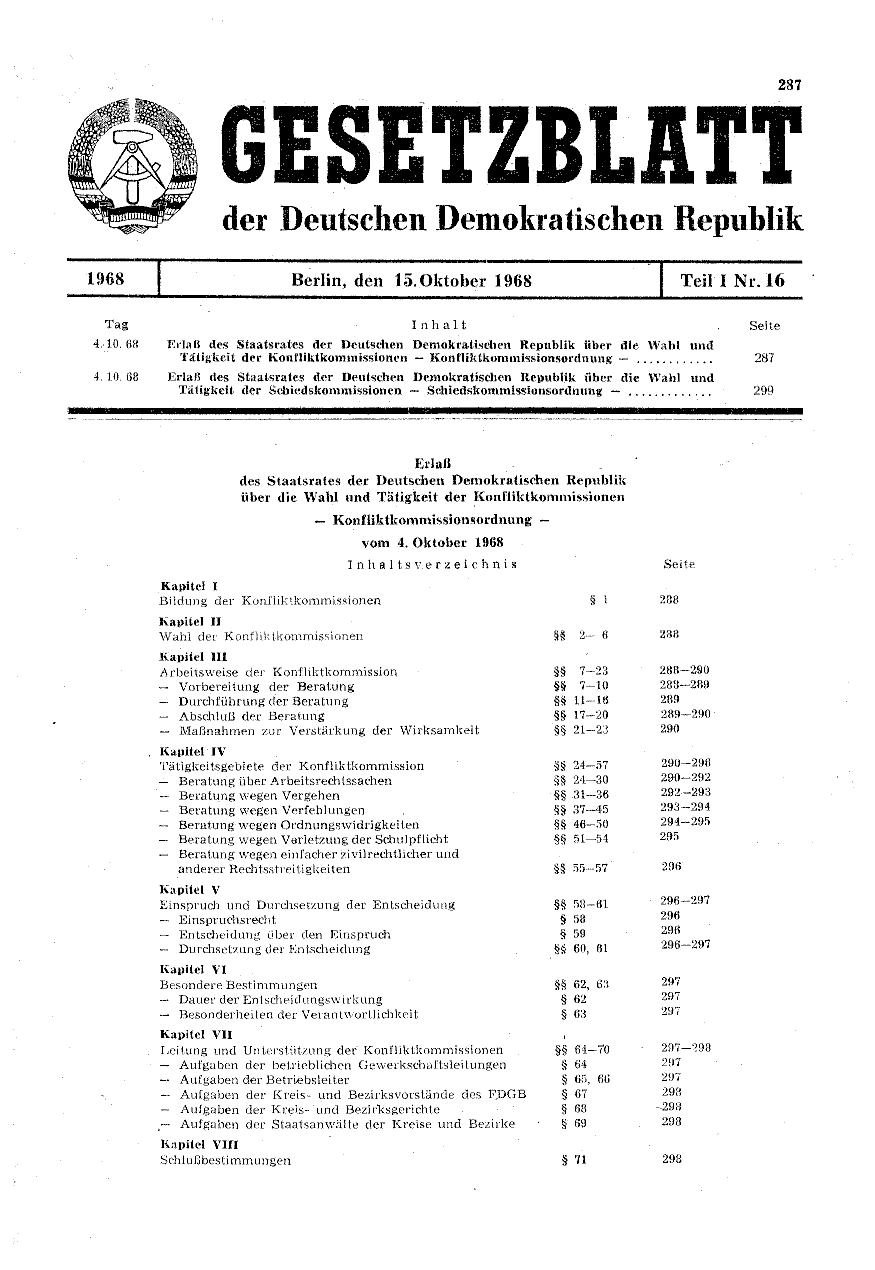
Gesetzblatt, ausgegeben in Berlin am 15. Oktober 1968

Das Gesetzblatt erschien seit der Verkündung der ersten Verfassung der Deutschen Demokratischen Republik (Nr. 1 vom 8. Oktober 1949) und ersetzte das Zentralverordnungsblatt. Von 1953 bis 1976 erschien außerdem das „Zentralblatt der Deutschen Demokratischen Republik“. Ab 1955 wurde das Gesetzblatt in zwei Teilen herausgegeben, und von 1960 bis 1971 erschien zusätzlich ein dritter Teil.
Mit der Deutschen Wiedervereinigung wurde am 3. Oktober 1990 das Gesetzblatt der Deutschen Demokratischen Republik obsolet und die meisten in ihm verkündeten Gesetze gemäß dem Einigungsvertrag aufgehoben.

## Teil I (1955–1990)

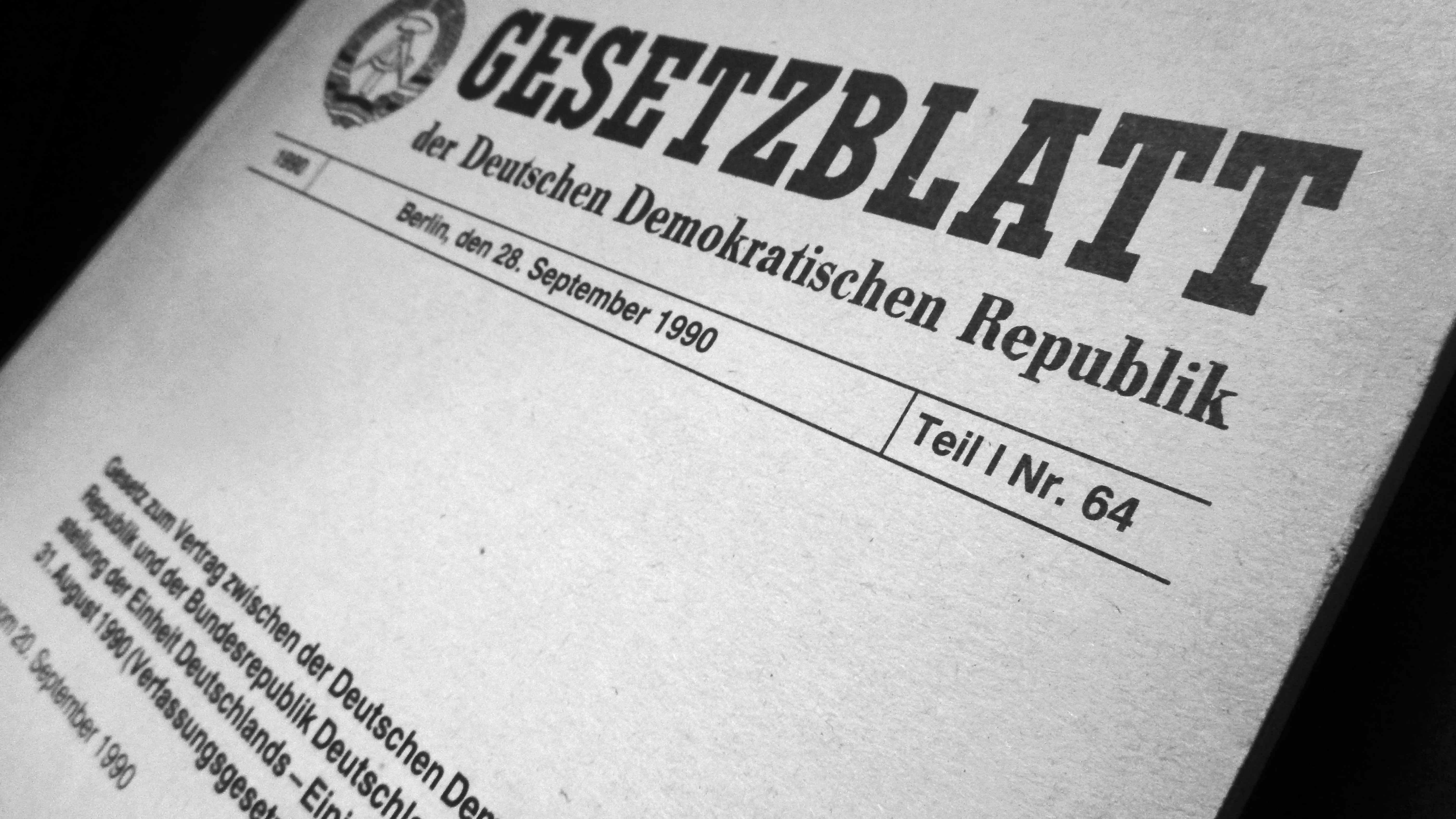
Einigungsgesetz BRD – DDR zur Herstellung der Deutschen Einheit vom 28. September 1990 Teil I_Nr. 64

Im Gesetzblatt Teil I wurden Gesetze mit Ausnahme völkerrechtlicher Übereinkünfte sowie allgemeinverbindliche Rechtsvorschriften veröffentlicht.

## Teil II (1955–1990)
Die in der DDR geltenden völkerrechtlichen Übereinkünfte und Verträge, die zu ihrer Inkraftsetzung erlassenen Rechtsvorschriften sowie damit zusammenhängende Bekanntmachungen wurden im Gesetzblatt Teil II verkündet.

## Teil III (1960–1971)
Im Teil III des Gesetzblattes wurden die allgemeinverbindlichen Rechtsvorschriften veröffentlicht, die nur einen begrenzten Kreis von staatlichen und wirtschaftsleitenden Organen, Betrieben, Kombinaten, Einrichtungen oder Bürgern betrafen.

## Sonderdrucke (1953–1990)
Zudem gab es drei Reihen von Sonderdrucken (SDr.):
- allgemeine Reihe, Nr. 1 (1953) bis Nr. 1479 (1990), ZDB-ID 511084-1
- Preisanordnungen (P), 1957 bis 1990, ZDB-ID 511085-3
- Standards (ST), Nr. ST 353 (1965) bis Nr. ST 1169 (1990), ZDB-ID 1076583-9